# 40
| [ Edytuj tabelę ] |                                                            |
| Cesarz Chin       | - 25 Guangwudi 57                                          |
| Władca Korei      | - 18 Daemusin 44                                           |
| Król Mauretanii   | - 23 Ptolemeusz 40                                         |
| Król Nabatei      | - 9 p.n.e. Aretas IV 40 - 40 Malichus II 70                |
| Papież            | - 33 Piotr Apostoł 67                                      |
| Król Partów       | - 8 Artabanus II 40 - 40 Gotarzes II 51 - 40 Wardanes I 46 |
| Cesarz Rzymu      | - 37 Kaligula 41                                           |
| Król Tracji       | - 38 Remetalkes III 46                                     |

Rok 40 / XL
stulecia: I wiek p.n.e. ~
I wiek ~
II wiek

lata: 30 «
35 «
36 «
37 «
38 «
39 «
40
» 41
» 42
» 43
» 44
» 45
» 50

## Wydarzenia
Cesarstwo rzymskie
- Rebelia w Mauretanii.
- Niepokoje w Judei.
- Kaligula ogłosił się bogiem.
- Początki kryzysu produkcji wina na wybrzeżu tyrreńskim Italii (data sporna lub przybliżona).

## Urodzili się
- Dion Chryzostom, filozof grecki.
- Juliusz Agrykola, rzymski namiestnik Brytanii (zm. 93).
- Sekstus Juliusz Frontyn, rzymski namiestnik i inżynier (zm. 103).

## Zmarli
- Aretas IV, król Nabatejczyków.
- Filon z Aleksandrii, grecki filozof (ur. ≈10 p.n.e.).
- Ptolemeusz z Mauretanii, król Mauretanii (ur. 1 p.n.e.)